# Republic Aviation Company
Die Republic Aviation Company war ein US-amerikanischer Flugzeughersteller mit Hauptsitz in Farmingdale, Long Island, im Bundesstaat New York. Sie wurde von Alexander de Seversky als Seversky Aircraft Corporation im Jahr 1931 gegründet, konnte aber unter seiner Leitung nicht rentabel arbeiten. Seversky wurde im Jahre 1939 gezwungen, die Leitung niederzulegen. Das Unternehmen wurde danach als Republic Aviation Company reorganisiert.
Vor und während des Zweiten Weltkriegs stellte sie die P-47 Thunderbolt her. Weitere wichtige Flugzeuge in der Firmengeschichte waren die F-84 Thunderjet und die F-105 Thunderchief. Diese Typen wurden in den Werkshallen auf dem Republic Airport gefertigt.
Das Unternehmen stellte 1964 den Bau von Flugzeugen ein, bevor es Ende 1965 von Fairchild Hiller aufgekauft wurde.

## Flugzeugliste
- Republic P-43 Lancer
- Republic P-44 Rocket
- Republic P-47 Thunderbolt
- Republic P-72 Super Thunderbolt
- Republic XF-12 Rainbow
- Republic RC-1 & RC-3 Seabee
- Republic F-84 Thunderjet/Thunderstreak/Thunderflash
- Republic XF-84H Thunderscreech
- Republic XF-91 Thunderceptor
- Republic YF-96 Thunderstreak
- Republic XF-103 (Projekt)
- Republic F-105 Thunderchief
- Republic JB-2, eine Kopie der deutschen V1